# حارة المزاعقة (صنعاء)

تعديل مصدري - تعديل

المزاعقة هي إحدى حارات حي سدس الروض بمدينة الروضة شمال العاصمة اليمنية "صنعاء"، بلغ تعداد سكانها 353 نسمة حسب تعداد اليمن لعام 2004.